# Lubert Hautscilt

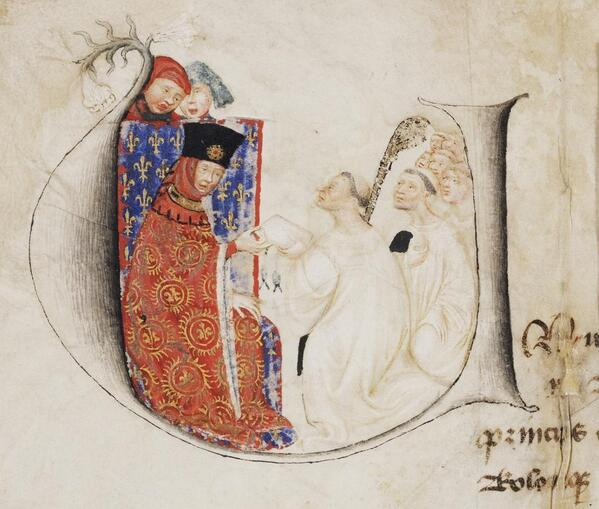
Miniatuur van abt Lubert Hautscilt die hertog Jean de Berry een document overhandigt (1403)

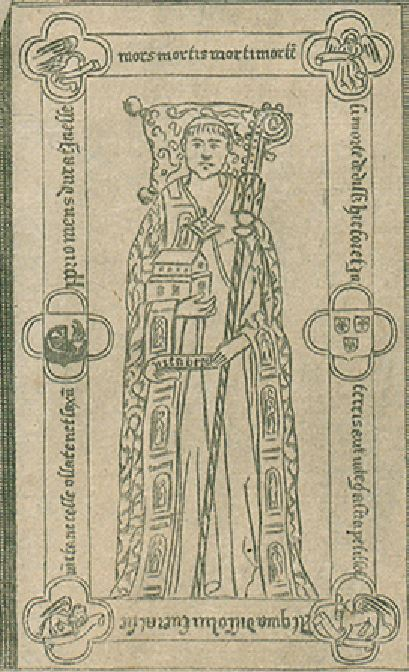
Grafplaat Lubert Hautscilt (1671)

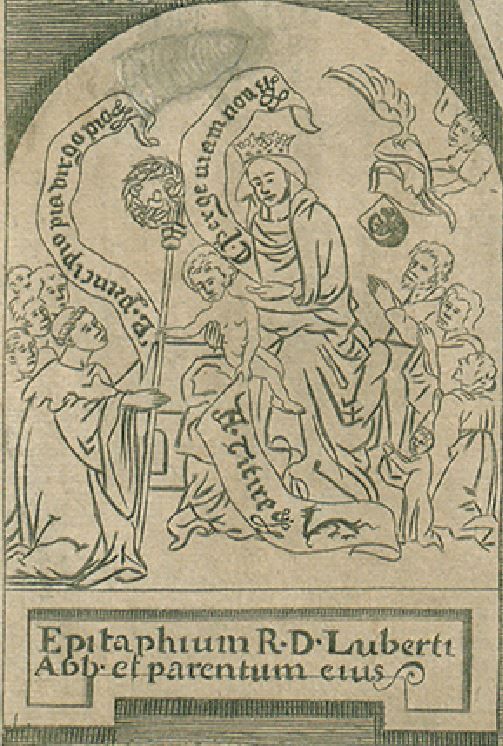
Epitaaf voor Lubert en de familie Hautscilt, volgens een gravure in 1671

Lubert Hautscilt (Brugge, 1347 - 27 december 1417) was een priester, abt van de Eekhoutabdij, mathematicus, tijdrekenkundige en astronoom.

## Levensloop
Hautscilt stamde uit een adellijke Brugse familie. Hij was een zoon van Johannes Hautscilt en van een dame de Scuetelaere. Beide families onderhielden handelsbetrekkingen met Hanzesteden, onder meer met Lübeck.
Hij was pas veertien toen hij intrad bij de kanunniken augustijnen van de Eekhoutabdij. In 1391 werd hij er prior en in 1394 abt.
In 1402 werd hij op diplomatieke zending naar Parijs gestuurd door de Bourgondische hertog, teneinde de neutraliteit van Vlaanderen te bepleiten tijdens de Frans-Engelse oorlog.
Hij woonde het Concilie van Konstanz bij (1414-1418), dat Jan Hus tot de brandstapel veroordeelde en een einde maakte aan het grote schisma door de drie pausen tot troonsafstand te dwingen en de kerk opnieuw te verenigen onder paus Martinus V. Het slot van het Concilie maakte Hautscilt niet meer mee.
Hij leerde op het Concilie kardinaal Pierre d'Ailly (1351-1420) kennen, die hem aanmoedigde om als mathematicus mee te werken aan het omwerken van de kerkelijke kalender. D'Ailly wijdde hem ook tot bisschop. Langs hem leerde hij ook de theoloog Jean de Gerson (1363-1429) kennen.
In Brugge trad hij toe tot de kring van hertog Filips de Stoute (1342-1404) en hertog Jan zonder Vrees (1371-1419) en werd een van hun raadslieden. Hij trad ook als raadgever op bij hertog Jan van Berry (1340-1416), broer van Filips de Stoute.
Ook al was hij eerder Fransgezind, belette dit niet dat Hautscilt ook diensten bewees aan de Engelsen. Zo verschafte hij in 1406 in zijn abdij asiel aan Engelse edellieden.

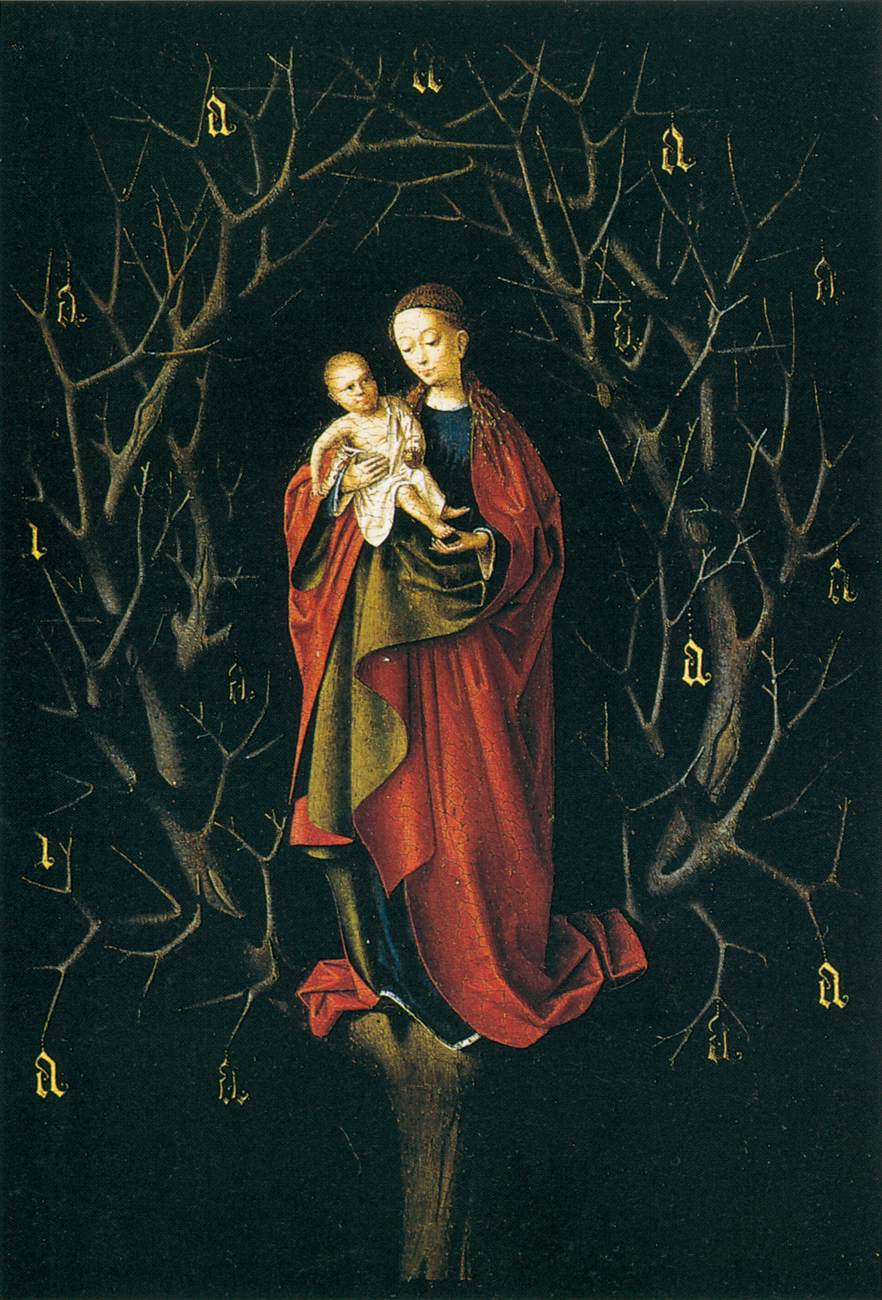
Onze Lieve Vrouw van den Droghen Boom, door Petrus Christus

Hautscilt was in zijn abdij zeer actief. Hij zorgde voor restauratie en voor nieuwbouw. Het dormitorium, het refectorium en de kapittelzaal werden onder zijn leiding gebouwd.
Hij was nauw betrokken bij het Brugse boekbedrijf, met als gevolg dat het gild van de librariërs hun religieus centrum in de Eekhoutabdij hadden. Hij was ook nauw betrokken bij de Broederschap van Onze-Lieve-Vrouwe van den drogen boom, bij zover zelfs dat sommige auteurs hem ten onrechte als stichter van deze elitaire confrérie hebben vermeld.
Zijn geschriften, uiteraard in handschrift, behelsden onder meer:
- West-Vlaamse Apocalyps (1400).
- De Spieghel der Menscheliker Behoudenesse (1401).
- Albumasar, een door Hautscilt geïllustreerde kopie van het boek van deze Perzische astroloog.
- Vertaling van het Frans naar het Latijn van Le pélerinage de la vie humaine door Guillaume de Diguleville.

## Publicatie: De voorspelling inImago Flandriae

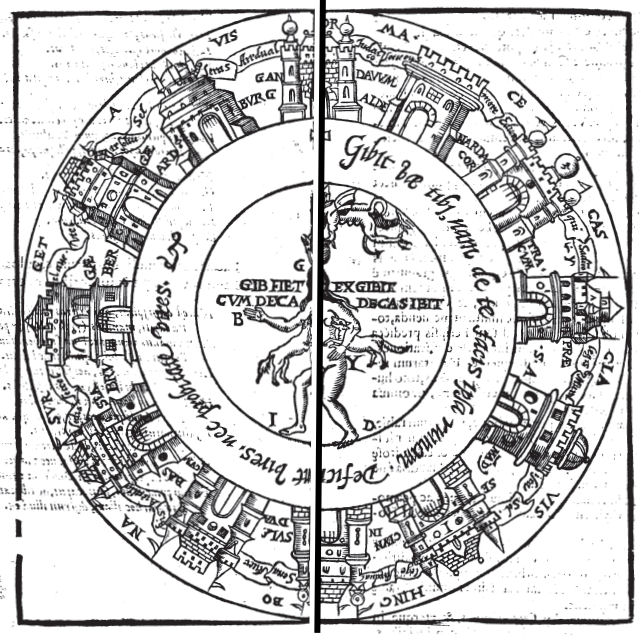
Een gravure van de Imago Flandriae

Aan Hautscilt werden de kwaliteiten van een ziener en voorspeller toegeschreven, op basis van de voorspelling die hij onder de naam Imago Flandriae in 1414 deed en die (in vertaling uit het Latijn) luidde:
Het jaar des Heeren 1414 de zevende dag van de maand augustus
Vlaanderen bloem der bloemen, gij huivert voor hen die de teugels aanbrengen,
 Vlaanderen, gij weent in tranen, gij zult de bedriegelijke teugels wenden,
Gij die dit leest, lees het naar Joodse trant,
Ontsluit de grendels van uw woning tweemaal met de sleutel,
Smeed geheime sleutels: hieruit zal een goed voorteken ontstaan,
GIBID wee u, want gij maakt van uzelf een puinhoop,
Uw krachten nemen af en gij bloeit niet in rechtschapenheid,
Met volle borsten geeft gij onze melk aan vreemden,
 Met melk verkwikt gij de wolven en met gal voedt gij de schapen,
De naakte vrouw stelt Vlaanderen voor
Aan haar hoofd de metropool Gent,
Aan haar rechterhand de havenstad Brugge,
De vrouw geeft de jongen van de wolven melk, waarvoor echter,
volwassen, ze zullen in de voedster vergaan. Dat is allen bekend.
In de trant van Nostradamus en andere 'voorspellers' was dit een cryptisch geschrift vatbaar voor uiteenlopende uitleg. Wel was de hoofdteneur dat er voor Vlaanderen onheil in het vooruitzicht was, als gevolg van de oorlog tussen Frankrijk en Engeland. Er werd generatieslang over de ware betekenis van deze voorspelling gediscussieerd.
Uitgave in druk:
- Huberti Hautscilti abbatis St.-Bartholomaei Eeckhoutani Vaticinium toti Flandriae fatali, 1548, uitgave door Johannes Otho.

## Voetnoten
1. ↑   Deze confrérie zou pas in 1631 een vaste standplaats innemen in de Eekhoutabdij
2. ↑   Dit wil zeggen van rechts naar links
3. ↑   afkorting voor de steden Gent - Ieper - Brugge - Insula (Rijsel) en Dowaai

- Digitale Bibliotheek voor de Nederlandse Letteren: haut016
- Gemeinsame Normdatei: 138954569
- Virtual International Authority File: 95560183
- WorldCat: E39PBJpJfrJ7xgpqJ8GgDgXw4q